# Paphiopedilum dayanum
Paphiopedilum dayanum là một loài phong lan đặc hữu núi Kinabalu trên Borneo, Indonesia.

## Hình ảnh

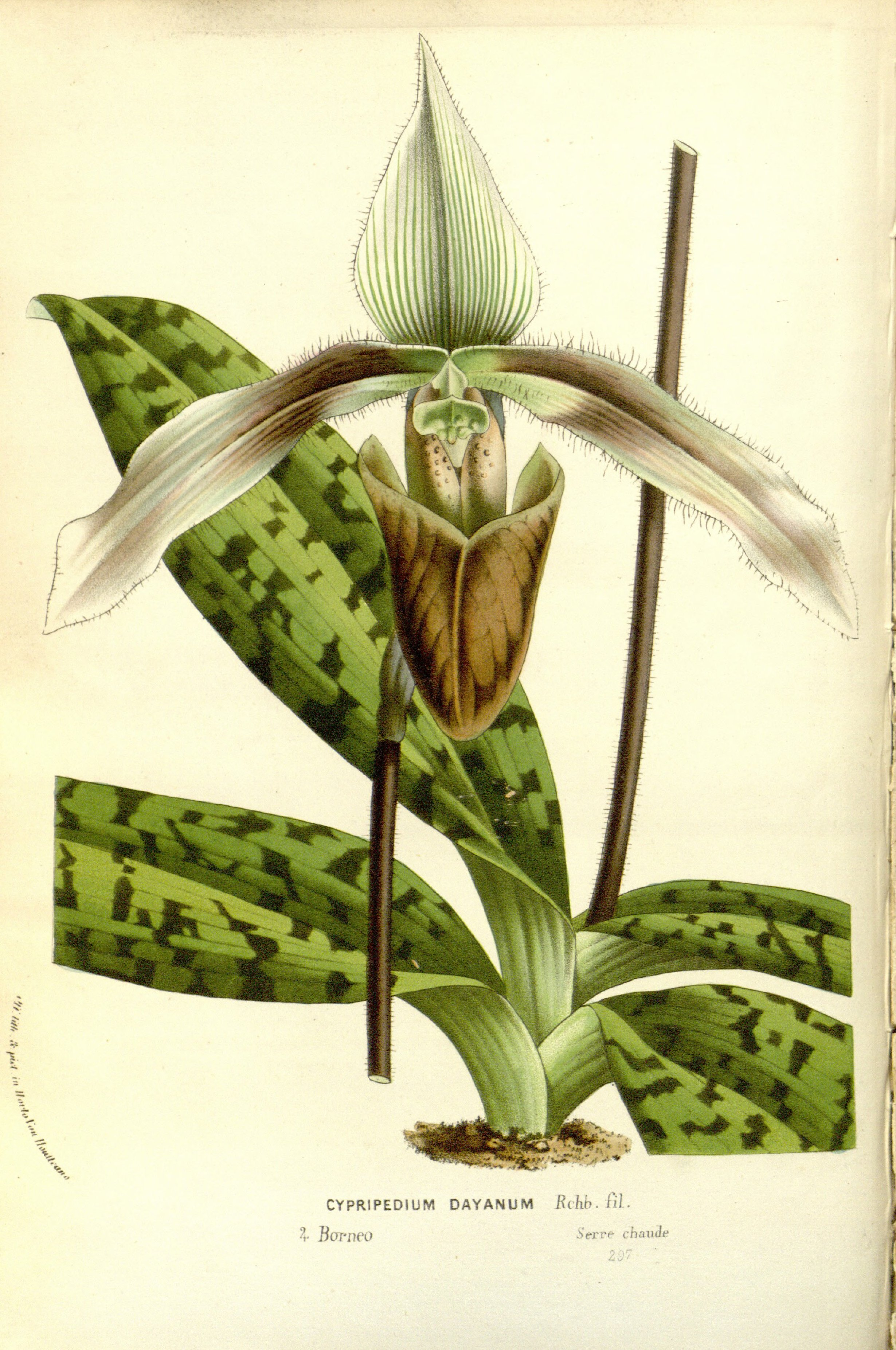
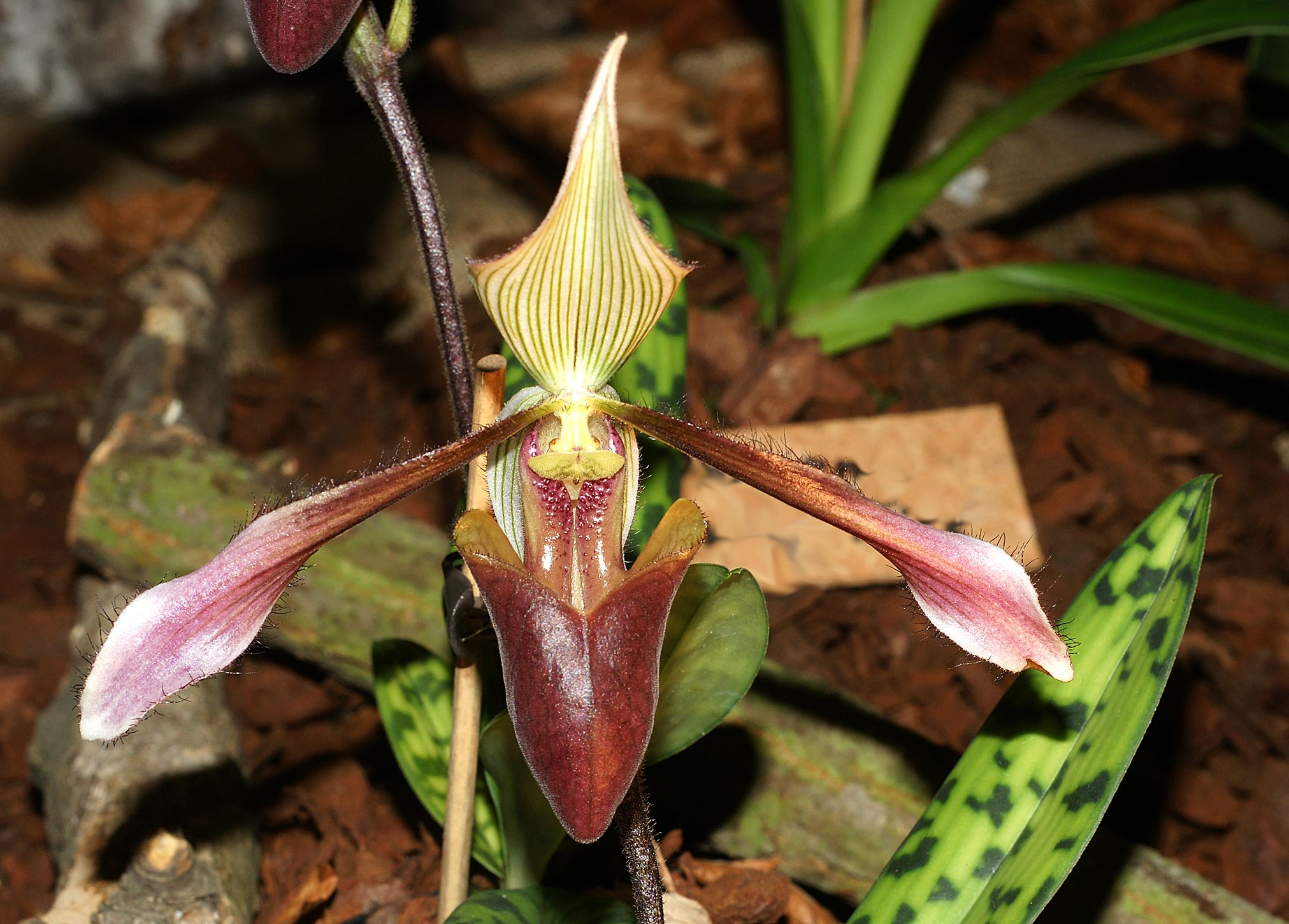
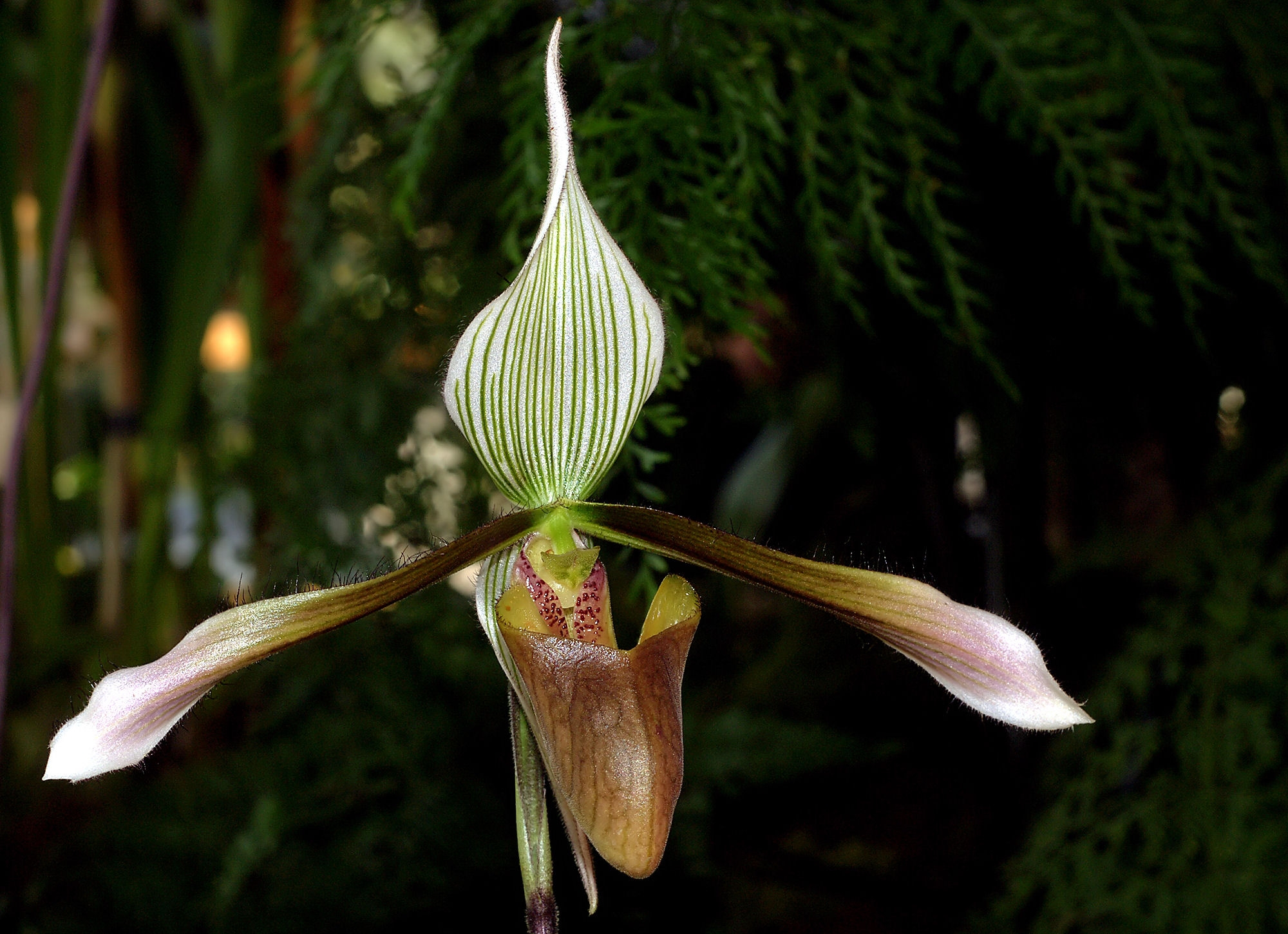